# Харт, Стивен Саймон
Стивен Саймон Харт (англ. Stephen Simon Hart; род. 15 марта 1960, Сан-Фернандо, Тринидад и Тобаго) — тринидадский футболист и футбольный тренер.

## Биография

### Футболиста
Начинал карьеру в известном тринидадском клубе «Техасо», впоследствии получившем название «Юнайтед Петротрин». В течение нескольких лет Харт выступал на позиции полузащитника в Профессиональной футбольной лиге Тринидада и Тобаго. Позднее ему удалось переехать в Канаду. Там он поступил в университет Св. Марии в Галифаксе. Харт продолжал играть в футбол в местной футбольной команде «Сент Мерис Хаскетс».
В 1980 году футболист сыграл 7 игр за национальную сборную Тринидада и Тобаго.

### Тренера
С 1988 по 1989 года Стивен Харт был играющим тренером канадской команды «Галифакс Кинг оф Донеир». Некоторое время занимал пост технического директора руководящего футболом подразделения в Новой Шотландии. Параллельно работал с мужскими и женскими футбольными клубами региона.
 До 2004 года Харт работал с юношеской сборной Канады. С 2005 по 2007 год входил в тренерский штаб взрослой сборной. В 2007 году специалист временно возглавил Канаду. За короткий срок работы ему удалось привести команду к бронзовым медалям на Золотом кубке КОНКАКАФ. Затем Харт в течение некоторого времени руководил молодёжной сборной страны и занимал пост технического директора федерации футбола. В 2009 году он во второй раз был назначен главным тренером сборной Канады. На этом посту наставник проработал три года. За это время канадцы одержали 20 побед в международных матчах. 19 октября 2012 года после разгромного поражения от сборной Гондураса со счетом 1:8, Харт ушёл в отставку со своего поста.
18 июня 2013 года был назначен главным тренером сборной Тринидада и Тобаго.
После ухода из национальной команды возглавлял клуб Канадской Премьер-Лиги «Галифакс Уондерерс». С октября 2024 года Харт является помощником американской команды Национальной женской футбольной лиги «Портленд Торнс».

## Достижения
- Бронзовый призёр Золотого кубка КОНКАКАФ (1): 2007
- Серебряный призер Канадской Премьер-Лиги (1): 2020.